# Trăiește!
Trăiește! (titlu original Va, vis et deviens) este un film realizat în 2005, în regia lui Radu Mihăileanu care narează poveste unui băiețel etiopian care pentru a ieși dintr-o tabără de refugiați în Sudan, este împins de propria mamă a se preface evreu - Falasha, pentru a avea șansa unui viitor, și în cadrul Operațiunii Moise este dus în Israel.

## Subiectul
În 1980 etiopienii Falasha sunt recunoscuți ca evrei adevărați, și ca urmare a acestei recunoașteri sunt ajutați să emigreze - sunt transportați în secret - în Israel. Ziua dinaintea unui transport din tabăra de refugiați în Sudan, moare fiul unei mame evreice. În locul lui și folosindu-i numele (Schlomo) ea va lua un băiețel creștin de nouă ani. Moartea celei de a doua mame îl va lăsa singur la sosirea în Israel. Va fi adoptat de o familie cumsecade, dar va rămâne cufundat în depresie până când va trimite, în secret, o scrisoare mamei sale naturale.
Încă de la început va experimenta greutățile datoratei rasismului celor mari și al celor mici. În adolescență se îndrăgostește de o colegă, Sarah, al cărei tată este extrem de rasist. Pentru a-i câștiga respectul și a demonstra că este un evreu adevărat, participă la o competiție de interpretare a Bibliei, dar atitudinea tatălui fetei rămâne neschimbată. Dezamăgit, Schlomo merge la poliție și se predă, declarând că nu este evreu. Polițistul încearcă să îl consoleze: Ziarele sunt pline de povestea aceasta, cum că Falasha nu ar fi evrei, așa că acum au început să o creadă și ei.
Familia sa adoptivă îl trimite să studieze medicina în Franța. Când, după ani, el și Sarah se vor căsători, ea va pierde sprijinul propriei familii și statutul de evreu alb. Dar el nu îndrăznește să îi mărturisească adevărul până când ea nu rămâne însărcinată. Șocată, ea îl părăsește, doar pentru că el nu a avut suficientă încredere că ea l-ar fi iubit oricum. Mama lui adoptivă îi ajută să se împace, iar primul lucru pe care ea îl spune când se întoarce este: Incredibile ce pot face pentru tine trei mame. Ea se va întoarce cu o condiție, Schlomo trebuie să își regăsească prima mamă. Ca doctor, el merge să lucreze în tabăra de refugiați etiopieni unde o regăsește printr-un miracol.

## Distribuție
- Yaël Abecassis : Yaël Harrari
- Roschdy Zem : Yoram Harrari
- Moshe Agazai : Schlomo (copil)
- Moshe Abebe : Schlomo (adolescent)
- Sirak M. Sabahat : Schlomo (adult)
- Roni Hadar : Sara
- Yitzhak Edgar : Qès Amrah
- Rami Danon : Papy
- Meskie Shibru Sivan : mama lui Schlomo
- Mimi Abonesh Kebede : Hana
- Raymonde Abecassis : Suzy